# Heterocyathus
Heterocyathus is een geslacht van neteldieren uit de klasse van de Anthozoa (bloemdieren).

## Soorten
- Heterocyathus aequicostatus Milne Edwards & Haime, 1848
- Heterocyathus alternatus Verrill, 1865
- Heterocyathus antoniae Reyes, Santodomingo & Cairns, 2009
- Heterocyathus hemisphaericus Gray, 1849
- Heterocyathus sulcatus (Verrill, 1866)